# Bandera negra (símbol)
|  | Per a altres significats, vegeu «Bandera negra». |

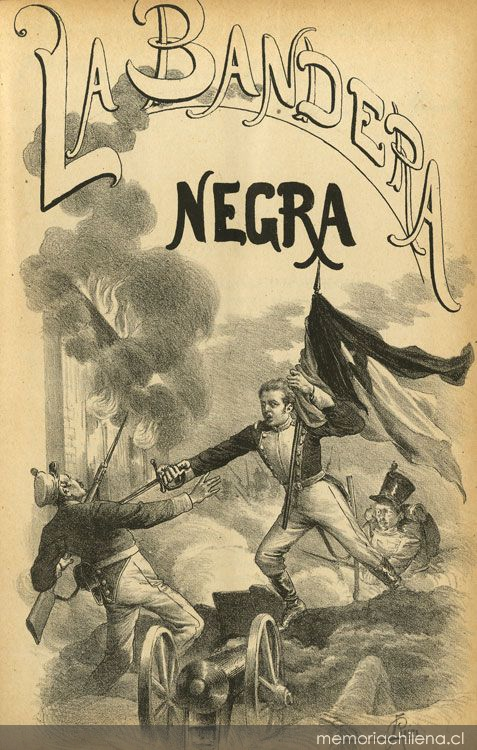
Novel·la històrica anticolonial xilena (1843)

La bandera negra és un símbol vexil·lològic que, tot i soler estar recolzat per un grup determinat, no representa tant a aquest grup, com la seva actitud: El dol en el combat i/o la lluita sense treva ni quarter. Per això, el seu color se sol oposar, significativament, a la bandera blanca, el tradicional senyal de treva o rendició bèl·lica. Per això, l'imaginari de la bandera negra apareix, sobretot, en els moments de confrontació entre bàndols, ja siguin aquests en la guerra pròpiament dita o bé en la pugna purament ideològica. Es pot dir que el seu origen dins la cultura occidental té arrels mediterrànies. Del vell continent passà al Nou Món. En els seus mars, la bandera negra adquirí la seva major popularitat en ser hissada a la mar per aquells mariners anglosaxons i d'altres nacionalitats quan aquests canviaven la seva divisa oficial per l'inequívoc senyal de la guerra a mort: La bandera pirata o Jolly Roger.

## Ús a l'islam: ar-Raya
En el món oriental, especialment dins el món àrab musulmà, l'Estendard Negre (àrab: الراية السوداء, ar-Rāyat as-Sawdāʾ), també conegut com l'Estendard de l'Àliga (àrab: راية العقاب, Rāyat al-ʿUqāb) o, per antonomàsia, l'Estendard (àrab: الراية, ar-Rāya) és una de les banderes suposadament onejades pel profeta Mahoma, segons la tradició islàmica. Va ser hissada històricament per Abu-Múslim durant la Revolució abbàssida el 747 i des d'aleshores s'associa al Califat Abbàssida en particular. És també un senyal dins la història de l'apocalipsi islàmic o el que es coneix com l'adveniment del Mahdí.
Tamerlan també la va emprar per assenyalar la seva intenció d'acabar amb tota la població del lloc que estava atacant.
La bandera negra ha estat usada en l'època contemporània per l'islamisme i el gihadisme des de finals de la dècada dels anys 1990.

## Usos anarquistes
Article principal: Simbologia anarquista

## Usos a la història de Catalunya
Apareix a les vespres sicilianes emprada pels Almogàvers, a la Crònica de Ramon Muntaner l'esmenta en el capítol LVII de la seva Crònica. En aquest temps simbolitza lluita fins a la fi.
| « | "..axi mateix ab tot poder de tota Sicilià; e axi mateix vengren vestits de negre, e ab les veles negres, e ab senyeres negres.."' | » |

Més tard també es fa servir a la guerra dels Segadors i es pot apreciar en l'himne original dels segadors:
"—Ont és vostre capità?,
aont és vostra bandera?
Varen treure'l bon Jesús,
tot cobert ab un vel negre.
—Aquí és nostre capità,aquesta és la nostra bandera.
A les armes, catalans,
qu'ens han declarat la guerra!"
Es torna a trobar als inicis de la guerra de Successió quan el 1705 al castell de Montjuïc de Barcelona fou hissada la bandera amb el lema: "Mort o els nostres privilegis conservats". A Cardona també trobem els regiments reclutats fent ensenya de la bandera negra. En el setge de Barcelona de 1714 la bandera negra onejà a la muralla.
El 1838, una bandera molt semblant a les dels gravats del setge de Barcelona, es converteix en l'estendard del dirigent carlí morellà, Ramon Cabrera, conegut com «Lo tigre del Maestrat». La bandera, que encara avui es conserva a la ciutat de Morella, estava formada per una bandera negra amb una calavera pintada al mig damunt de dues tíbies creuades, flanquejada per una espasa i una branca de romaní. El 1843, a Barcelona, en un dels avalots de reivindicació social i laboral conegut com «la revolta de la Jamància» (1843) es torna a documentar la presència de banderes negres al costat de banderes roges.
Amb l'arribada del segle XX «La bandera negra» continua present però aquest cop donant nom a una organització clandestina (1925) que fou protagonista de l'anomenat Complot de Garraf.[4] i també a una efímera capçalera d'una publicació que prengué aquell mateix nom en record del vell senyal de lluita a ultrança.

## La Bandera Negra del Tricentenari de la Guerra de Successió

Bandera Negra del Tricentenari (2014). Proporció 2:3

El 30 de juliol de 2014, en el marc de l'any del Tricentenari de la Guerra de Successió, la Fundació Reeixida presentà al Museu d'Història de Catalunya el projecte «Banderes dels nostres pares», un projecte de recerca i divulgació històrica a l'entorn dels senyals nacionals perduts en els darrers tres-cents anys en el que Catalunya no sols va veure's sota una altra corona, sinó que amb l'arribada de Felip V i els seus successors, va perdre el seu sistema d'institucions i, amb elles, una forma de governar-se i de representar-se i per tant, d'auto-identificar-se amb unes tradicions, iconografies, imatges i simbologia pròpia que, amb el pas del temps, si bé no totes han desaparegut sí que han quedat arraconades o desdibuixades, fins al punt que a la societat catalana actual, se li fa molt difícil de poder identificar-los com a propis.
El redisseny de la històrica bandera negra fou un treball col·lectiu entre el grafista Jordi Avià i Faure i el reimpulsor de la fundació Reeixida, Joan-Marc Passada, ambdós, grans vexil·lòfils, i l'activista Oriol Falguera i Riba, co-organitzador dels actes del centenari de l'Estelada, el 2008. El projecte comptà amb l'assessorament de l'expert vexil·lòleg Josep Porter i Moix, l'historiador Francesc-Xavier Hernàndez Cardona, el dibuixant de recreació històrica Francesc Riart i l'editor i aleshores president d'Òmnium Cultural, Quim Torra, així com de l'editorial de temàtica històrica, Dalmau Editor. El nou disseny de la bandera té fàcil decodificació i segueix representant ensems la reivindicació de la Catalunya d'avui i la lluita de 1714. Lògicament, manté la cromàtica original: camp negre amb símbols blancs, essent aquests, dos elements igualment representatius. L'un prové de la Guerra de Successió i l'altre, de la simbologia reivindicativa catalana contemporània. El primer és la creu de santa Eulàlia, la coneguda creu en aspa o sautó vertical i que s'identifica amb la imatge de la patrona de Barcelona, imatge que solia estar estampar-se o cosir-se sobre la bandera de la ciutat, estandard oficial fins a mitjans de segle xix. Cal diferenciar aquesta creu de la de "creu de sant Andreu", que toca els extrems de la bandera. La bandera de santa Eulàlia fou la que el conseller en cap, Rafael Casanova, va enarborar fins que caigué ferit en combat al baluard de sant Pere, l'Onze de Setembre. L'altre element és l'estrella de cinc puntes, símbol de la reivindicació o pervivència de l'estat propi. La posició de l'estrella, situada a la banda del pal i centrada al costat de la creu recorda casualment la bandera estelada. En posició vertical, la bandera sembla una versió simplificada de la bandera negra pirata o Jolly Roger. Significacions vexil·lològiques a part, la creu de la bandera dibuixen, casualment, dues "V" simètriques que recorden el desig de Catalunya de decidir el seu futur "votant" i d'aquesta manera, "vèncer", guanyar la llibertat. Algunes interpretacions més ancestrals vinculen la lletra "X" a la lletra runa Gebo, que té una significació de generositat, protecció i trobada.
La bandera negra del Tricentenari és un símbol registrat oficialment per la Fundació Reeixida, la finalitat del qual pretén vetllar pel correcte ús del símbol en tot moment. La seva difusió depèn dels acords recíprocs que acorda l'entitat amb els seus usuaris. Els beneficis que es puguin obtenir de la seva difusió van destinats a les activitats de divulgació i recerca de la memòria nacional catalana, una de les missions principals de l'entitat, fundada el 2003.
Des de l'Onze de Setembre de 2014, l'acceptació de la nova bandera negra ha estat molt àmplia, reconeixent-se'n així, l'esforç d'investigació esmerçat per tal d'elaborar una nova icona que beu directament de la tricentenària lluita per les llibertats catalanes. Les seves aplicacions gràfiques més enllà de la pròpia bandera, van copar immediatament el mercat de marxandatge amb samarretes, adhesius, brodats, clauers, llibretes, insígnies.